# TRICERATOPS (1997年のアルバム)
『TRICERATOPS』（トライセラトップス）は、日本のロックバンド、TRICERATOPSがインディーズ時代にリリースしたミニアルバム。1997年5月25日リリース。 

## 内容
- CDデビュー作。タワーレコード限定発売。
- もともと6曲入りでリリースする予定だったが、5曲入りでのリリースになった。その後2006年に6曲入りのリニューアル・バージョンがライブ会場限定盤として発売された。なお、オリジナル盤は歌詞カードがなかったが、リニューアル盤で初めて歌詞カードが作られた。

## 収録曲
全作詞・作曲:和田唱、全編曲:TRICERATOPS

### オリジナル盤
1. Snow White (5:00)
2. Special.K (3:39)
3. Raspberry (4:25)
後にメジャーデビューシングルになった。こちらはメジャー版より半音上げで録音されている。
4. Future Shock (4:46)
5. Dr.Frankenstein (5:16)

### 再発盤（ライブ会場限定）
1. Snow White
2. Special.K
3. Day Dream
未発表曲。前述したとおりもともとこの曲も含めた6曲入りでリリースする予定であったが、和田の歌と歌詞に納得がいかずお蔵入りになっていた[1]。
4. Raspberry
5. Future Shock
6. Dr.Frankenstein